# Tawda
Tawda (russisch Тавда) ist eine Stadt in der Oblast Swerdlowsk (Russland) mit 35.421 Einwohnern (Stand 14. Oktober 2010).

## Geografie
Die Stadt liegt im Westen des Westsibirischen Tieflandes, etwa 360 km nordöstlich der Oblasthauptstadt Jekaterinburg am rechten Ufer des gleichnamigen Flusses Tawda, eines linken Nebenflusses des Tobol im Flusssystem des Ob.
Tawda ist Zentrum des gleichnamigen Stadtkreises.
Die Stadt wurde 1916 von einer Eisenbahnstrecke von Jekaterinburg über Jegorschino (heute Artjomowski) erreicht. 1969 wurde die Strecke 185 km nach Meschduretschenski (Station Ustje-Acha) verlängert.

## Geschichte
Tawda entstand 1910 als Waldarbeitersiedlung, welche als Endpunkt für eine 1916 eröffnete Eisenbahnstrecke gewählt wurde. Um 1930 wurden 11.000 Enteignete aus Kuban, der Ukraine und Belarus gewaltsam in das Dorf verbracht, welche Anzahlmässig die Bewohner der Siedlung um das Dreifache überstiegen. Ab 1929 wurde ein Holzindustriekomplex errichtet. Am 20. Juli 1937 erhielt der Ort das Stadtrecht. Weitere Deportierte Deutsche, Kalmücken, Usbeken, Bulgaren, Griechen und Chinesen folgten. Die schon existierende Einrichtung des Gulag-Systems wurde während des Krieges durch eine Weitere ergänzt.

### Bevölkerungsentwicklung
| Jahr | Einwohner |
| ---- | --------- |
| 1939 | 25.186    |
| 1959 | 47.954    |
| 1970 | 47.434    |
| 1979 | 46.386    |
| 1989 | 45.735    |
| 2002 | 40.686    |
| 2010 | 35.421    |

Anmerkung: Volkszählungsdaten

## Kultur und Sehenswürdigkeiten
In Tawda gibt es ein Museum der Holz- und holzverarbeitenden Industrie.
Tawda ist zudem balneologischer Kurort, basierend auf 42 °C warmen Heilwasser, welches 2,5 Kilometer vom Stadtzentrum entfernt zu Tage tritt.

## Wirtschaft
Tawda ist ein bedeutendes Zentrum der Holzwirtschaft und holzverarbeitenden Industrie (Sperrholz, Hydrolyse auf Holzbasis). Daneben gibt es ein Werk für Holztransportanhänger und eine Flussschiffswerft.

## Söhne und Töchter der Stadt
- Natalja Chruschtscheljowa (* 1973), Leichtathletin